# 19e cérémonie des Satellite Awards
La 19e cérémonie des Satellite Awards, décernés par l'International Press Academy, a lieu le 15 février 2015 et récompense les films et séries télévisées produits en 2014.
Les nominations ont été annoncées le 1er décembre 2014.

## Nominations

### Cinéma

#### Meilleur film
- Birdman
  - Boyhood
  - Gone Girl
  - The Grand Budapest Hotel
  - Imitation Game (The Imitation Game)
  - Love is Strange
  - Mr. Turner
  - Selma
  - Une merveilleuse histoire du temps (The Theory of Everything)
  - Whiplash

#### Meilleur réalisateur
- Richard Linklater pour Boyhood
  - Damien Chazelle pour Whiplash
  - Ava DuVernay pour Selma
  - David Fincher pour Gone Girl
  - Alejandro González Iñárritu pour Birdman
  - Morten Tyldum pour Imitation Game (The Imitation Game)

#### Meilleur acteur
- Michael Keaton pour le rôle de Riggan Thomson dans Birdman
  - Steve Carell pour le rôle de John E. du Pont dans Foxcatcher
  - Benedict Cumberbatch pour le rôle d'Alan Turing dans Imitation Game (The Imitation Game)
  - Jake Gyllenhaal pour le rôle de Lou Bloom dans Night Call (Nightcrawler)
  - David Oyelowo pour le rôle de Martin Luther King dans Selma
  - Eddie Redmayne pour le rôle de Stephen Hawking dans Une merveilleuse histoire du temps (The Theory of Everything)
  - Miles Teller pour le rôle d'Andrew Neyman dans Whiplash

#### Meilleure actrice
- Julianne Moore pour le rôle d'Alice dans Still Alice
  - Marion Cotillard pour le rôle de Sandra dans Deux jours, une nuit
  - Anne Dorval pour le rôle de Diane Després dans Mommy
  - Felicity Jones pour le rôle de Jane Hawking dans Une merveilleuse histoire du temps (The Theory of Everything)
  - Gugu Mbatha-Raw pour le rôle de Dido Elizabeth Belle dans Belle
  - Rosamund Pike pour le rôle d'Amy Dunne dans Gone Girl
  - Reese Witherspoon pour le rôle de Cheryl Strayed dans Wild

#### Meilleur acteur dans un second rôle
- J. K. Simmons pour le rôle de Terence Fletcher dans Whiplash
  - Robert Duvall pour le rôle de Hank Palmer dans Le Juge (The Judge)
  - Ethan Hawke pour le rôle de Mason Sr. dans Boyhood
  - Edward Norton pour le rôle de Mike Shiner dans Birdman
  - Mark Ruffalo pour le rôle de Dave Schultz dans Foxcatcher
  - Andy Serkis pour le rôle de César dans La Planète des singes : L'Affrontement (Dawn of the Planet of the Apes)

#### Meilleure actrice dans un second rôle
- Patricia Arquette pour le rôle d'Olivia dans Boyhood
  - Laura Dern pour le rôle de Bobbi dans Wild
  - Keira Knightley pour le rôle de Joan Clarke dans Imitation Game (The Imitation Game)
  - Emma Stone pour le rôle de Sam Thomson dans Birdman
  - Tilda Swinton pour le rôle de Mason dans Snowpiercer, le Transperceneige (설국열차)
  - Katherine Waterston pour le rôle de Shasta dans Inherent Vice

#### Meilleure distribution
- Into the Woods – Meryl Streep, Emily Blunt, James Corden, Anna Kendrick, Chris Pine, Johnny Depp, Lilla Crawford, Daniel Huttlestone, Mackenzie Mauzy, Tracey Ullman, Christine Baranski, Tammy Blanchard, Lucy Punch, Billy Magnussen et Frances de la Tour

#### Meilleur scénario original
- Night Call (Nightcrawler) – Dan Gilroy
  - Birdman – Alejandro González Iñárritu, Alexander Dinelaris, Armando Bo et Nicolas Giabone
  - Boyhood – Richard Linklater
  - La Grande Aventure Lego (The Lego Movie) – Phil Lord et Chris Miller
  - Love is Strange – Ira Sachs et Mauricio Zacharias
  - Selma – Paul Webb

#### Meilleur scénario adapté
- Imitation Game (The Imitation Game) – Graham Moore
  - American Sniper – Jason Hall
  - Gone Girl – Gillian Flynn
  - Inherent Vice – Paul Thomas Anderson
  - Une merveilleuse histoire du temps (The Theory of Everything) – Anthony McCarten
  - Wild – Cheryl Strayed et Nick Hornby

#### Meilleure direction artistique
- The Grand Budapest Hotel – Adam Stockhausen, Anna Pinnock et Stephan Gessler
  - Birdman – George DeTitta Jr., Kevin Thompson et Stephen H. Carter
  - Fury – Andrew Menzies et Peter Russell
  - Imitation Game (The Imitation Game) – Maria Djurkovic et Nick Dent
  - Maléfique (Maleficent) – Dylan Cole, Frank Walsh et Gary Freeman
  - Noé (Noah) – Debra Schutt et Mark Friedberg

#### Meilleurs costumes
- The Grand Budapest Hotel – Milena Canonero
  - Belle – Anushia Nieradzik
  - Into the Woods  – Colleen Atwood
  - Maléfique (Maleficent) – Anna B. Sheppard
  - Noé (Noah) – Michael Wilkinson
  - Saint Laurent – Anais Romand

#### Meilleure photographie
- Mr. Turner – Dick Pope
  - Birdman – Emmanuel Lubezki
  - Gone Girl – Jeff Cronenweth
  - Inherent Vice – Robert Elswit
  - Interstellar – Hoyte Van Hoytema
  - Une merveilleuse histoire du temps (The Theory of Everything) – Benoît Delhomme

#### Meilleur montage
- La Planète des singes : L'Affrontement (Dawn of the Planet of the Apes) – Stan Salfas et William Hoy
  - American Sniper – Gary Roach et Joel Cox
  - Birdman – Douglas Crise et Stephen Mirrione
  - Boyhood – Sandra Adair
  - Fury – Dody Dorn et Jay Cassidy
  - Imitation Game (The Imitation Game) – William Goldenberg

#### Meilleur son
- Whiplash – Ben Wilkins, Craig Mann et Thomas Curley
  - Gone Girl – Ren Klyce et Steve Cantamessa
  - Into the Woods  – Blake Leyh, John Casali, Michael Keller, Michael Prestwoood Smith et Renee Tondelli
  - Noé (Noah) – Craig Henighan, Ken Ishii et Skip Lievsay
  - Snowpiercer, le Transperceneige (Snowpiercer) – Anna Behlmer, Mark Holding, Taeyoung Choi et Terry Porter
  - Transformers : L'Âge de l'extinction (Transformers: Age of Extinction) – Ethan Van der Ryn, Erik Aadahl, Greg P. Russell, Jeffrey J. Haboush, Peter J. Devlin et Scott Millan

#### Meilleurs effets visuels
- La Planète des singes : L'Affrontement (Dawn of the Planet of the Apes) – Dan Lemmon, Joe Letteri et Matt Kutcher
  - Les Gardiens de la galaxie (Guardians of the Galaxy) – Stéphane Ceretti
  - Interstellar – Andrew Lockley, Ian Hunter, Paul Franklin et Scott Fisher
  - Noé (Noah) – Ben Snow, Burt Dalton, Dan Schrecker et Marc Chu
  - Snowpiercer, le Transperceneige (Snowpiercer) – Eric Durst
  - Transformers : L'Âge de l'extinction (Transformers: Age of Extinction) – John Frazier, Patrick Tubach, Scott Benza et Scott Farrar

#### Meilleure chanson originale
- We Will Not Go – Virunga
  - Everything is Awesome – La Grande Aventure Lego (The Lego Movie)
  - I'll Get You What You Want (Cockatoo in Malibu) – Muppets Most Wanted
  - I’m Not Gonna Miss You – Glen Campbell: I'll Be Me
  - Split the Difference – Boyhood
  - What Is Love – Rio 2

#### Meilleure musique de film
- Birdman – Antonio Sánchez
  - Imitation Game (The Imitation Game) – Alexandre Desplat
  - Fury – Steven Price
  - Gone Girl – Trent Reznor et Atticus Ross
  - Interstellar – Hans Zimmer
  - Le Juge (The Judge) – Thomas Newman

#### Meilleur film en langue étrangère
- Tangerines (Mandariinid / მანდარინები)  Estonie  Géorgie
  - Deux jours, une nuit  Belgique
  - Gett, le procès de Viviane Amsalem (גט - המשפט של ויויאן אמסלם)  Israël
  - Ida  Pologne
  - Léviathan (Левиафан)  Russie
  - Little England (Μικρά Αγγλία)  Grèce
  - Mommy  Canada
  - Les Nouveaux Sauvages (Relatos salvajes)  Argentine
  - Snow Therapy (Turist)  Suède
  - Timbuktu  Mauritanie

#### Meilleur film d'animation
- Le Chant de la mer (Song of the Sea)
  - Les Boxtrolls (The Boxtrolls)
  - Dragons 2 (How to Train Your Dragon 2)
  - La Grande Aventure Lego (The Lego Movie)
  - La Légende de Manolo (The Book of Life)
  - Les Nouveaux Héros (Big Hero 6)
  - La Tête en l'air (Arrugas)

#### Meilleur film documentaire
- Citizenfour
  - Afternoon of a Faun: Tanaquil Le Clercq
  - Art et Craft
  - Finding Vivian Maier
  - Glen Campbell: I'll Be Me
  - Jodorowsky's Dune
  - Keep On Keepin' On
  - Magician: The Astonishing Life et Work of Orson Welles
  - Red Army
  - Virunga

### Télévision
Note : le symbole « ♕ » rappelle le gagnant de l'année précédente (si nomination).

#### Meilleure série dramatique
- The Knick – Cinemax
  - The Affair – Showtime
  - The Fall – BBC, Netflix
  - Fargo – FX
  - Halt et Catch Fire – AMC
  - Hannibal – NBC
  - House of Cards – Netflix
  - True Detective – HBO

#### Meilleure série musicale ou comique
- Transparent – Amazon Instant Video
  - Alpha House – Amazon Instant Video
  - The Big Bang Theory – CBS
  - Brooklyn Nine-Nine – Fox
  - Louie – FX
  - Orange Is the New Black – Netflix ♕
  - Silicon Valley – HBO
  - Veep – HBO

#### Meilleure série de genre
- Penny Dreadful – Showtime
  - American Horror Story: Freak Show – FX
  - Game of Thrones – HBO ♕
  - Grimm – NBC
  - The Leftovers – HBO
  - Sleepy Hollow – Fox
  - The Strain – FX
  - The Walking Dead – AMC

#### Meilleure mini-série
- Olive Kitteridge – HBO
  - 24: Live Another Day – Fox
  - Les Enquêtes de Morse (Endeavour) – ITV
  - Fleming : L'Homme qui voulait être James Bond (Fleming: The Man Who Would Be Bond) – BBC America
  - Happy Valley – BBC One, Netflix
  - The Honourable Woman – BBC, SundanceTV
  - The Spoils of Babylon – IFC
  - The Roosevelts – PBS
  - Sherlock – BBC, PBS

#### Meilleur téléfilm
- Return to Zero – Lifetime
  - The Gabby Douglas Story – Lifetime
  - The Normal Heart – HBO
  - Turks & Caicos – BBC, PBS
  - The Trip to Bountiful – Lifetime

#### Meilleur acteur dans une série dramatique
- Clive Owen pour le rôle du Dr John Thackery dans The Knick
  - Billy Bob Thornton pour le rôle de Lorne Malvo dans Fargo
  - Charlie Hunnam pour le rôle de Jax Teller dans Sons of Anarchy
  - Martin Freeman pour le rôle de Lester Nygaard dans Fargo
  - Woody Harrelson pour le rôle de Marty Hart dans True Detective
  - Mads Mikkelsen pour le rôle de Hannibal Lecter dans Hannibal
  - Lee Pace pour le rôle de Joe MacMillan dans Halt et Catch Fire

#### Meilleure actrice dans une série dramatique
- Keri Russell pour le rôle d'Elizabeth Jennings dans The Americans
  - Gillian Anderson pour le rôle de Stella Gibson dans The Fall
  - Lizzy Caplan pour le rôle de Virginia E. Johnson dans Masters of Sex
  - Eva Green pour le rôle de Vanessa Ives dans Penny Dreadful
  - Tatiana Maslany pour le rôle de Sarah et ses doubles dans Orphan Black
  - Julianna Margulies pour le rôle d'Alicia Florrick dans The Good Wife
  - Ruth Wilson pour le rôle d'Alison Lockhart dans The Affair
  - Robin Wright pour le rôle de Claire Underwood dans House of Cards ♕

#### Meilleur acteur dans une série musicale ou comique
- Jeffrey Tambor pour le rôle de Mort / Maura dans Transparent
  - Louis C.K. pour le rôle de Louie dans Louie
  - John Goodman pour le rôle du sénateur Gil John Biggs dans Alpha House ♕
  - William H. Macy pour le rôle de Frank Gallagher dans Shameless
  - Thomas Middleditch pour le rôle de Richard Hendriks dans Silicon Valley
  - Jim Parsons pour le rôle du Dr Sheldon Cooper dans The Big Bang Theory

#### Meilleure actrice dans une série musicale ou comique
- Mindy Kaling pour le rôle de Mindy Lahiri dans The Mindy Project
  - Zooey Deschanel pour le rôle de Jessica "Jess" Day dans New Girl
  - Edie Falco pour le rôle de Jackie Payton dans Nurse Jackie
  - Julia Louis-Dreyfus pour le rôle de la présidente Selina Meyer dans Veep
  - Emmy Rossum pour le rôle de Fiona Gallagher dans Shameless
  - Taylor Schilling pour le rôle de Piper Chapman dans Orange Is the New Black ♕

#### Meilleur acteur dans une mini-série ou un téléfilm
- Mark Ruffalo pour le rôle de Alexander "Ned" Weeks dans The Normal Heart
  - Dominic Cooper pour le rôle de Ian Fleming dans Fleming : L'Homme qui voulait être James Bond (Fleming: The Man Who Would Be Bond)
  - Richard Jenkins pour le rôle de Henry Kitteridge dans Olive Kitteridge
  - Stephen Rea pour le rôle de Sir Hugh Hayden-Hoyle dans The Honourable Woman
  - David Suchet pour le rôle de Hercule Poirot dans Hercule Poirot (Agatha Christie's Poirot)
  - Kiefer Sutherland pour le rôle de Jack Bauer dans 24: Live Another Day

#### Meilleure actrice dans une mini-série ou un téléfilm
- Frances McDormand pour le rôle d'Olive Kitteridge dans Olive Kitteridge
  - Maggie Gyllenhaal pour le rôle de Nessa Stein dans The Honourable Woman
  - Sarah Lancashire pour le rôle de Catherine Cawood dans Happy Valley
  - Cicely Tyson pour le rôle de Carrie Watts dans The Trip to Bountiful
  - Kristen Wiig pour le rôle de Cynthia Morehouse dans The Spoils of Babylon

#### Meilleur acteur dans un second rôle dans une série télévisée
- Rory Kinnear pour le rôle de Caliban dans Penny Dreadful
  - Matt Bomer pour le rôle de Felix Turner dans The Normal Heart
  - Peter Dinklage pour le rôle de Tyrion Lannister dans Game of Thrones
  - Christopher Eccleston pour le rôle de Matt Jamison dans The Leftovers
  - Andre Holland pour le rôle du Dr Algernon Edwards dans The Knick
  - Jimmy Smits pour le rôle de Nero Padilla dans Sons of Anarchy

#### Meilleure actrice dans un second rôle dans une série télévisée
- Sarah Paulson pour le rôle de Bette et Dot Tattler dans American Horror Story: Freak Show
  - Ann Dowd pour le rôle de Patti Levin dans The Leftovers
  - Zoe Kazan pour le rôle de Denise Thibodeau dans Olive Kitteridge
  - Michelle Monaghan pour le rôle de Maggie Hart dans True Detective
  - Allison Tolman pour le rôle de Molly Solverson dans Fargo
  - Nicola Walker pour le rôle de Gillian dans Last Tango in Halifax

## Statistiques

### Nominations multiples

#### Cinéma
10 : Birdman
8 : Imitation Game
7 : Boyhood, Gone Girl
5 : Une merveilleuse histoire du temps, Whiplash
4 : Noé, Selma
3 : Fury, La Grande Aventure Lego, The Grand Budapest Hotel, Inherent Vice, Interstellar, Into the Woods, La Planète des singes, Snowpiercer, Wild
2 : American Sniper, Belle, Deux jours, une nuit, Foxcatcher, Le Juge, Love is Strange, Maléfique, Mommy, Mr. Turner, Night Call, Transformers

#### Télévision
4 : Fargo, Olive Kitteridge
3 : The Honourable Woman, The Knick, The Leftovers, The Normal Heart, Penny Dreadful, True Detective
2 : 24: Live Another Day, The Affair, Alpha House, American Horror Story: Freak Show, The Big Bang Theory, The Fall, Fleming, Game of Thrones, Halt et Catch Fire, Hannibal, Happy Valley, House of Cards, Louie, Orange Is the New Black, Shameless, Silicon Valley, Sons of Anarchy, The Spoils of Babylon, Transparent, The Trip to Bountiful, Veep

#### Personnalités
2 : Mark Ruffalo